# Movimento Sociale Italiano
De Movimento Sociale Italiano (MSI, Nederlands: Italiaanse Sociale Beweging) was een eerst neofascistische en later nationaal-conservatieve Italiaanse partij, opgericht in 1946 door Giorgio Almirante (1914-1988), chef van het kabinet van de minister van Volkscultuur van Mussolini's fascistische marionettenstaatje de Italiaanse Sociale Republiek in Noord-Italië (1943-1945). Na de Tweede Wereldoorlog werd Almirante 'leider' van de MSI, wat hij tot 1950 bleef. In die functie hield hij strikt vast aan een neofascistische koers (wat hij zich kon veroorloven, omdat de fascistische beweging tot in de jaren 50 in Italië tot een machtsfactor van betekenis kon worden gezien).
In 1950 moest Almirante als leider het veld ruimen en werd opgevolgd door de meer plooibare Arturo Michelini, die samenwerking met de Democrazia Cristiana en de Nationaal Monarchistische Beweging voorstond, iets wat Almirante toen fel afwees. Almirante trad als leider van de radicale vleugel op.
Toen Michelini in 1969 overleed keerde Almirante (in de functie van secretaris) terug. In de jaren 70 werd Italië getroffen door extreemlinkse en extreemrechtse terroristen en de MSI profileerde zich als een partij van "recht en orde" die zich tegen extreemrechts en extreemlinks terrorisme keerde. Fascistische symbolen werden in 1970 van het partijlogo verwijderd en in 1973 fuseerde de partij met een deel van de monarchistische beweging tot de MSI-Nationaal Rechts. Tegelijkertijd sloten terroristische groepjes zich heimelijk aan bij de MSI.
In 1987 trad Almirante af en werd Gianfranco Fini voorzitter. Eind januari 1995 ging de MSI op in de Alleanza Nazionale, een samenwerking tussen extreemrechts en conservatieve elementen binnen de christendemocratische beweging. De AN nam afstand van het racisme en streefde naar betere betrekkingen met de Joodse gemeenschap en accepteerde de democratie en het politieke pluralisme. Gianfranco Fini is thans de voorzitter van de Alleanza Nazionale en was van 2001 tot 2006 vicepremier van Italië onder de tweede regering van Silvio Berlusconi.
Door het fascistische karakter van de MSI zijn er mensen die beweren dat MSI eigenlijk staat voor Mussolini Sei Immortale (Mussolini is onsterfelijk). Maar de partij had nooit onder deze naam kunnen bestaan. In Italië is er een wet van kracht die het verbiedt om een fascistische partij op te richten.